# NGC 7345
NGC 7345 (другие обозначения — PGC 69401, UGC 12130, MCG 6-49-64, ZWG 514.83, IRAS22364+3514) — спиральная галактика (Sa) в созвездии Пегас.
Этот объект входит в число перечисленных в оригинальной редакции «Нового общего каталога».